# Речевое клише
Клише́ (от фр. cliché) — речевой оборот, шаблонная фраза, речевой штамп, легко воспроизводимые в определённых условиях и контекстах. Клише образует конструктивную единицу со своей семантикой. Клише являются готовыми речевыми формулами, способствующими облегчению процесса общения, и соответствуют психологическим стереотипам.

## Функции речевых клише
Одной из важнейших функций клише является демонстрация знака согласия или протеста. Если клише употребляется в качестве знака согласия, оно также служит указанием на принадлежность говорящего к определённой социальной группе, что выражается в существовании большого количества речевых клише в арго.
Широкое использование речевых клише является особенностью политической речи. Примерами «политических клише» являются такие фразы, как «мрачные прогнозы», «кризис доверия», «закулисные сделки» или ставшие уже крылатыми выражения «железный занавес», «жёлтая пресса», «империя зла». Политические клише служат для того, чтобы в короткой, декларативной форме классифицировать и дать оценку политическим субъектам или явлениям. Для понимания политического клише нужно обязательно знать контекст, в котором оно употребляется, поскольку, в зависимости от этого, одно и то же выражение может иметь разные значения. Может рассматриваться также как приём риторики. Пропагандистские речевые клише служат для внедрения в сознание носителей языка идеологических стереотипов.